# Cathédrale de Skhalta
La cathédrale de Skhalta (en géorgien : სხალთის ტაძარი) est une église orthodoxe géorgienne du milieu du XIIIe siècle. C'est la seule église médiévale d'Adjarie à avoir survécu la domination ottomane et soviétique.

## Description
L'église est située à flanc de montagne et est une église à nef unique, sans clocher. L'intérieur comporte des restes de fresques des XIVe et XVe siècles. À l'extérieur le mur est est décoré d'ornementations sculptées en forme de croix.

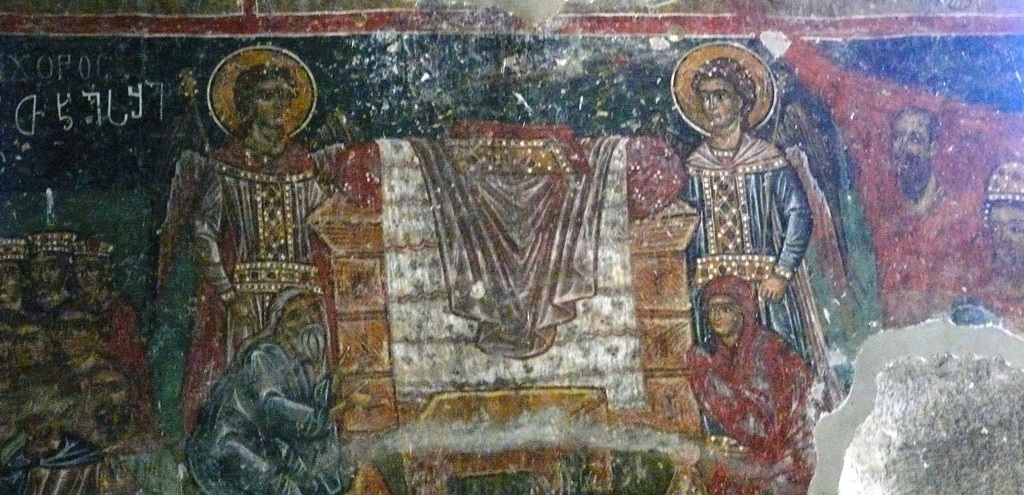
Fresque de Skhalta.